# Akkodis
Akkodis ist ein weltweit tätiger Entwicklungsdienstleister. Der Sitz des Unternehmens befindet sich in Zug, Schweiz.

## Geschichte
Akkodis wurde Anfang 2022 als Ergebnis eines Zusammenschlusses zwischen Modis und AKKA Technologies gegründet. Die Marke nahm ihren Namen 2023 an, nachdem das in der Schweiz ansässige Mutterunternehmen Adecco Group eine Mehrheitsbeteiligung am europäischen Ingenieurdienstleister AKKA Technologies erworben und es mit seinem bestehenden Geschäftsbereich für digitale Technologie, Modis, fusioniert hatte.

## Betrieb
Mit 50.000 Ingenieuren und digitalen Experten, die in mehr als 30 Ländern tätig sind, bietet Akkodis Dienstleistungen im Bereich Technologie und Unterstützung zur digitalen Transformation an. Dazu gehören spezialisierte Personalvermittlung, Softwareanpassungen, Konfiguration von Drittanbietersystemen, Datenanalytik, Cloud-Infrastruktur, Produktentwicklung, industrielle Automatisierung, Umschulungs- und Weiterbildungsservices und Nachhaltigkeitsdienstleistungen. Das Unternehmen bedient verschiedene Branchen, darunter Automobilindustrie, Transportwesen, Luft- und Raumfahrt, Verteidigung, Energie, Bankwesen, Finanzdienstleistungen, Fertigung und Gesundheitswesen.